# Alexander Willem Michiel van Hasselt
Alexander Willem Michiel van Hasselt (Amsterdam, 9 augustus 1814 - Den Haag, 16 september 1902) was een Nederlandse toxicoloog en natuuronderzoeker.
Hij wordt wel aangeduid als "de eerste docent toxicologie in Nederland". 
Tevens leverde hij belangrijke bijdragen op het gebied van de arachnologie; in die hoedanigheid werd hij wel als "entomoloog" aangeduid.

## Biografie
Alexander Willem Michiel van Hasselt was de zoon van Willemina Elizabeth van Hoecke (Delft, 1791 - Dordrecht, 1834) en Joannes van Hasselt (Amsterdam, 1785 - Dokkum, 1833). Hij had een oudere zuster. Zijn vader was controleur der in- en uitgaande rechten en eerste luitenant der schutterij. In 1820 verhuisde het gezin naar Ouderkerk aan de Amstel en in 1827 naar Dokkum, waar Van Hasselt het gymnasium volgde. In 1832 werd hij ingeschreven aan 's Rijks Kweekschool voor Militaire Geneeskundigen en in 1833 aan de faculteit geneeskunde van de Universiteit Utrecht.

## Werk
Van Hasselt was een van de auteurs die, vanaf de oprichting in 1852, aan de eerste jaargangen van het populairwetenschappelijke tijdschrift Album der Natuur bijdragen leverde.
In 1856 werd Van Hasselt lid van de Nederlandsche Entomologische Vereniging, die in 1845 was opgericht. In het tijdschrift van die vereniging, het Tijdschrift voor Entomologie, schreef hij tussen 1858 en 1900 ruim honderd artikelen en mededelingen. Van 1864 tot 1873 was hij redacteur van het tijdschrift en van 1880 tot 1896 was hij president en vice-president van de vereniging, en uit dien hoofde ook redacteur van het tijdschrift.